# الجفير (المزاحمية)
الجفير، هي قرية من فئة (ب) تقع في محافظة المزاحمية، والتابعة لمنطقة الرياض في السعودية. وتبعد الجفير عن محافظة المزاحمية بمسافة تقارب () كم.